# 대성문
대성문(大城門)은 보국문과 대남문 사이에 위치한 북한산성의 문으로, 초기의 이름은 대동문(大東門)이었다. 규모는 조선 시대 단위로 높이 13척, 너비 14척이다. 문루는 1990년대에 와서야 우진각 지붕 형태의 정면 3칸, 측면 2칸으로 복원되었다.

## 특징

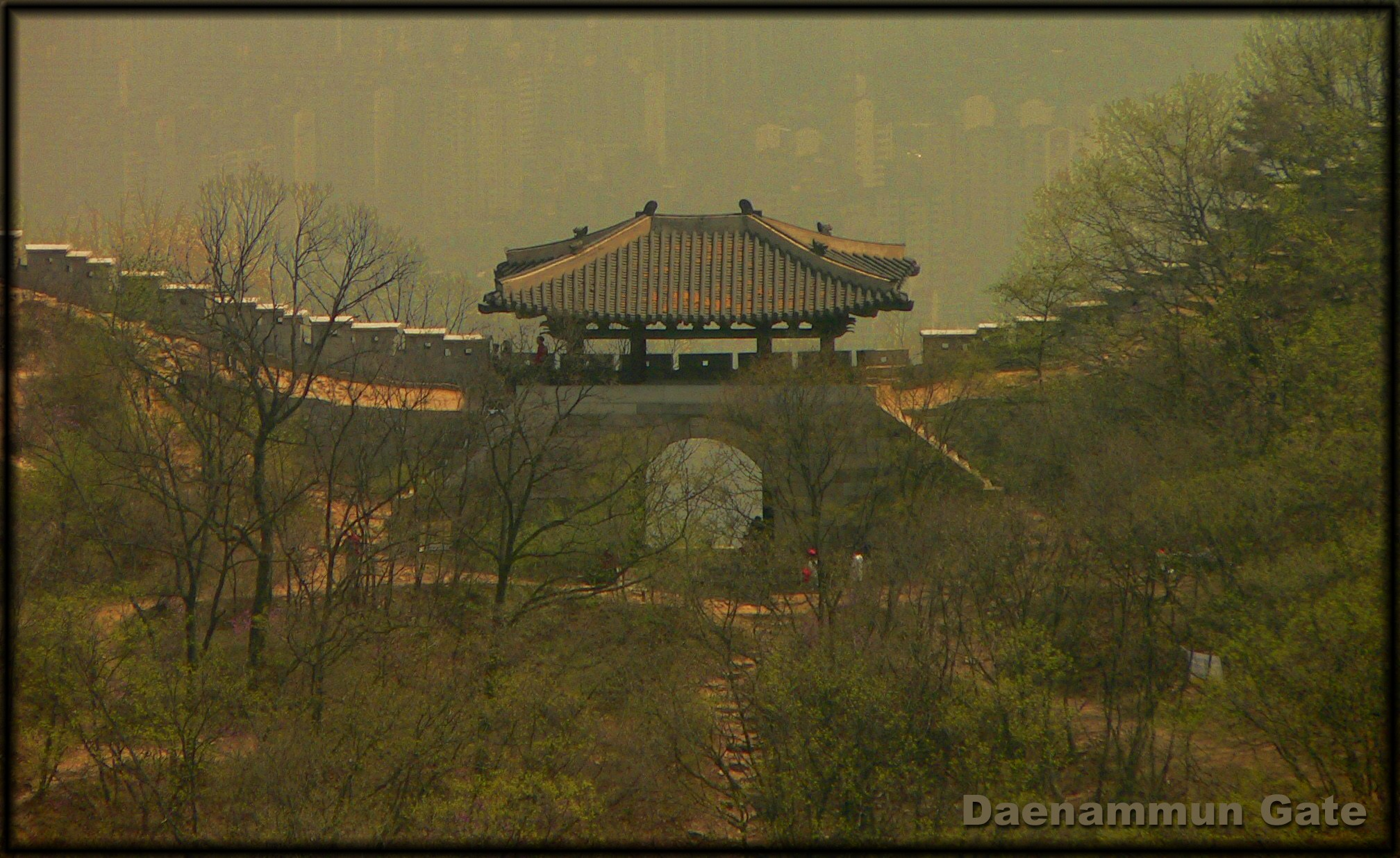
대성문

- 문 안쪽의 명문을 보아 금위영에서 축조한 것으로 추정된다.[1]